# Fartlek
El fartlek (juego de velocidad en sueco) es un sistema de entrenamiento que consiste en hacer diversos ejercicios, tanto aeróbicos como anaeróbicos, principalmente ejercicios de carrera, caracterizados por los cambios de ritmo realizados a intervalos.
El fartlek fue desarrollado por el entrenador sueco Gösse Holmér y posteriormente fue adoptado por muchos entrenadores aficionados al culturismo, al atletismo y a las carreras populares. De las muchas variedades que se practica, una de las más populares es el fartlek polaco, un tipo de fartlek desarrollado en Polonia por Jan Mulak y otros entrenadores, siendo un sistema más sistematizado en el que se divide el tiempo en 4 fases: calentamiento, series sobre distancias cortas, series sobre distancias largas y recuperación.
A diferencia del entrenamiento a velocidad, en el fartlek existe un programa más estructurado que se repite en intervalos.
Incluye juegos de velocidad en los que los individuos corren a través de bosques, playas, ciudades, pueblos o en campo abierto, moviéndose con libertad en medio de la naturaleza. Las características del fartlek vienen definidas por las irregularidades del terreno (cuanto más variado mejor), en el cual no hay un trazado preestablecido (excepto en entrenamientos ya estudiados, puesto que le quita emoción a la práctica de este deporte). El individuo se mueve por instinto; cambiando la velocidad, la intensidad y el volumen a su propio gusto. 

## Historia
El entrenador sueco Gösta Holmér desarrolló el fartlek en 1930, para los equipos suecos de resistencia, en la modalidad de campo a través, que competían contra los equipos finlandeses. 

## Versiones
- Fartlek por sensaciones.
- Fartlek por terrenos.
- Fartlek por pulsaciones.
- Fartlek por rapidez.

## Características
- El rango de frecuencia cardíaca depende de los objetivos del entrenamiento.
- El volumen del trabajo no tiene que ser excesivo ya que eso traería un empeoramiento de la calidad, razón por la cual se recomienda que la duración no sobrepase una hora, aunque las especialidades varían la duración:
  - Fondo (1h)
  - Medio fondo largo (45’-60’)
  - Medio fondo corto (30’-40’)
  - Velocidad (20’-30’)
- Consiste en un ejercicio de carrera continua que alterna períodos de ritmo lento con otros más cortos de ritmo rápido.[3]
- Ejemplo de ejercicio de fartlek de 20 minutos de duración (el ejercicio se debe realizar modulando la velocidad, sin pausas entre las series): 
  - 4 minutos al 60% de la capacidad aeróbica del atleta.
  - 1 minuto al 80% de la capacidad aeróbica del atleta.
  - 4 minutos al 60% de la capacidad aeróbica del atleta.
  - 1 minuto al 80% de la capacidad aeróbica del atleta.
  - 4 minutos al 60% de la capacidad aeróbica del atleta.
  - 1 minuto al 80% de la capacidad aeróbica del atleta.
  - 5 minutos al 60% de la capacidad aeróbica del atleta.